# Гигантска змийска змиорка
Гигантските змийски змиорки (Ophisurus serpens) са вид актиноптери от семейство Ophichthidae.
Те са незастрашен вид.
Таксонът е описан за пръв път от Карл Линей през 1758 година.